# Onomasticon Cataloniae
L'Onomasticon Cataloniae és una obra etimològica publicada per Curial Edicions Catalanes que recull l'origen i explica els topònims antics i moderns dels diferents territoris de parla catalana: Principat de Catalunya, País Valencià, Illes Balears i la Franja de Ponent. Fou escrita per Joan Coromines, amb la col·laboració d'altres autors com Max Cahner, Josep Giner, Joseph Gulsoy o Josep Mascaró Pasarius.
Fruit de més de seixanta anys de dedicació (1931-1994), conté més de 400.000 topònims vius recollits en enquestes orals realitzades en uns 2.000 municipis, als quals cal afegir antropònims i topònims antics registrats a documents antics i moderns consultats pel mateix Coromines. Des de 2021 es pot consultar en línia gràcies a un projecte de l'Institut d’Estudis Catalans i la Fundació Pere Coromines, dirigit per José Enrique Gargallo Gil.

## Metodologia
La metodologia per a la recollida d'aquests noms va ser la següent:
1. Revisió i buidatge de mapes, plànols, cadastres, guies, monografies municipals i llistes inèdites elaborades per amics i corresponsals.
2. Recorregut a peu per tots els indrets del domini lingüístic català, on interroga gent del país i anotant un gran nombre de noms de lloc. Les preferències eren un pagès, un caçador, un guia, un guardabosc o en tot cas un pastor si no és taciturn. L'enquesta es fa al cim d'un pujol per tenir una visió de tot l'indret. Després continua amb un interrogatori per grups semàntics (fonts, partides, construccions…) i s'insisteix en els accidents geogràfics més fàcils d'oblidar (coves, ermites…)
3. El material escrit i oral es recull en cèdules i es transcriu en llistes.

## Comentaris sobre l'obra
Comentaris sobre l'obra titànica de Joan Coromines són, entre molts d'altres, aquestos dos: el primer d'un amic personal seu i el segon, del seu editor.
| «                              | M'ha interessat moltíssim el projecte. Serà una obra d'importància capital no sols per als filòlegs, sinó també per als historiadors. La toponímia és l'arxiu anterior als arxius documentals. Els exemples que doneu parlen d'una manera eloqüent. Si encara persistiu en la idea del comitè de patronatge, estaré molt honrat de comptar-m'hi, tant més que és un estudi que m'havia temptat. | » |
| — Lluís Nicolau d'Olwer (1953) | |   |

| «                   | Però, de fet, l'enorme producció de Joan Coromines, fruit no solament d'una excepcional capacitat intel·lectual i d'una dedicació total, sinó també de la seva completíssima formació lingüística (que inclou el coneixement de tota la gamma de llengües indoeuropees, del basc i d'algunes de semítiques), així com de la seva condició d'humanista, han permès que Catalunya s'hagi enriquit amb uns instruments de coneixement de la llengua com pocs països disposen. | » |
| — Max Cahner (1976) | |   |

## Pla de l'obra
Onomasticon Cataloniae – Els noms de lloc i noms de persona de totes les terres de llengua catalana, 8 volums, Barcelona 1989–1997, ISBN 84-7256-331-6:
1. Volum I, Toponímia antiga de les Illes Balears, ISBN 84-7256-330-8, 1a edició, 1989
2. Volum II, A – BE, ISBN 84-7256-889-X, 1a edició, 1994
3. Volum III, BI – C, ISBN 84-7256-902-0, 1a edició, 1995
4. Volum IV, D – J, ISBN 84-7256-825-3, 1a edició, 1995
5. Volum V, L – N, ISBN 84-7256-844-X, 1a edició, 1996
6. Volum VI, O – SAI, ISBN 84-7256-852-0, 1a edició, 1996
7. Volum VII, SAL – VE, ISBN 84-7256-854-7, 1a edició, 1997
8. Volum VIII, VI – Z, Índex, ISBN 84-7256-858-X, 1a edició, 1997